# Beasley (Texas)
Pour les articles homonymes, voir Beasley.
Beasley est une municipalité américaine du comté de Fort Bend, dans l’État du Texas. Sa population s’élevait à 608 habitants lors du recensement de 2020.